# Ro-Ro brod
Roll on/roll off brodovi (ili skraćeno RoRo brodovi) su dizajnirani za prijevoz kotrljajućeg tereta kao što su automobili, prikolice, i sl. Suprotni su  Lo–Lo brodovi (od engleski lift on/lift off). RoRo plovila imaju ugrađene unutrašnje rampe koje dopuštaju teretu da se kotrlja van iz broda kad je u luci. RoRo služi za plovidbu velikih prekooceanskih brodova.

## Tipovi Ro-Ro brodova
Različiti su tipovi RoRo npr. plovila, trajekti, teretnjaci, itd. Novi automobili koji se prebacuju brodovima diljem svijeta često se premještaju na većim RoRo barodovima zvanim True Car Carrier (PCC) ili na Pure Car Truck Carrier (PCTC). Dok se svugdje u svijetu teret mjeri u tonama, RoRo se mjeri u mnogo prikladnijoj jedinici - Lanes in Meters (LIM-s). Izračunava se tako da se pomnoži dužina tereta u metrima s dužinom tereta u redovima (ta dužina varira od plovila do plovila i postoje inustrijski standardi). Na palubi PCC kapacitet se obično mjeri u RT ili RT43 koje se baziraju na 1996. Toyotinim ekvivalentnim jedinicama (CEU).
Najveći RoRo na svijetu plovi između SAD-a i Puerto Rica, prevozi kontejnere s novim i rabljenim automobilima i prekomjernim teretom koji seže do preko tri palube.

## Povijest
Na početku kotrljajuća vozila prenošena kao teret tretirana su kao svaki drugi teret. Automobili su trebali isprazniti gorivo i akumulatore prije nego što su prebačeni na brod i osigurani. Taj proces bio je težak i dugotrajan, i nije se mogao koristiti kao rutinsko prebacivanje. Prvi RoRo-ovi prenosili su parne lokomotive preko rijeka. Jedan od prvih brodova bio je "Firth of Forth" u Škotskoj 1851. godine i trajao je skoro četrdeset godina.
Tijekom drugog svjetskog rata postojali su prvi brodovi na koje su se mogla vozila direktno „Roll on i roll off“. Prva RoRo služba koja je plovila kroz engleski kanal krenula je iz Dovera u 1953. U 1957. Američka vojska izdala je ugovor „Sun“ brodogradilištu i „Dry Dock“ kompaniji u Chesteru za izgradnju novog broda za prijevoz motornih vozila. Izgradili su brod „Komet“ koji je imao pomične rampe kao i unutarnje rampe koje omogućavaju ukrcaj automobila direktno s doka točno na mjesto za koje je predviđeno. Ukrcaj i iskrcaj je ubrzan dramatično.

## Karakteristike
Za ukrcaj i za iskrcaj tereta, kao i premiještanje tereta unutar broda na RO-RO brodovima se upotrebljavaju rampe. Rampe se dijele na više načina, od kojih su neki načini dolje navedeni.
Podjela rampi po smještaju na brodu:
Vanjske rampe – rampe koje služe za ukrcaj i iskrcaj,
Unutarnje rampe – rampe koje služe za manipulaciju tereta unutar broda.
Podjela vanjskih rampi po izvedbi:
pramčane rampe u simetrali broda,
krmene rampe u simetrali broda,
krmene rampe van simetrale, smještene pod kutom u odnosu na simetralu (kut se obično kreće od 30˚ do 45˚),
zakretne rampe, postavljene u simetrali broda, s mogućnošću zakretanja bočno, do 40˚ na obje strane broda. Ove rampe se najčešće koriste kao krmene rampe, iako ima slučajeva ugradnje ovog tipa i za pramčane rampe.

Podjela unutarnjih rampi po izvedbi:
nepomične rampe,
pomične rampe.

Pomične rampe mogu spajati više paluba. Mogu zatvarati palubne otvore, a mogu se koristiti i za dodatno slaganje tereta. 

### Kutovi rampe
Kut rampe je veličina koja govori koliko se rampa uspinje u odnosu prema jedinici duljine (x). Često se ta veličina izražava u postocima, tj. koliko se rampa uspne za sto jedinica duljine. Za izražavanje kuta rampe uzima se da je glavna vrijednost za iskazivanje veličine y=1. Pri tome se mogu postaviti sljedeći parametri koji nam govore o rampi: 
```
          NAGIB	           USPON u %	        KUT
           x/y	x/y ◦ 100          (tg α ◦ 100)	         α˚
           1 : 3	            33,3	         18,4
           1 : 6 	            16,7	         9,5
           1. 9	            11,1	         6,3
           1 : 12	             8,3	         4,8
           1 : 15	             6,7	         3,8
```

Nagib rampe je vrijednost koja se izračunava uzimanjem u obzir više činitelja od kojih neki imaju potpuno suprotne zahtjeve. Brzina vožnje će biti veća kod blago položenih rampi, a time će manipulacija teretom biti brža. Gledajući iz ove perspektive, najbolja će rampa biti što duža. Kako rampa svojim dimenzijama smanjuje korisni teretni prostor, pa ma kako je slagali, drugi potpuno suprotan zahtjev je da ona bude što kraća, odnosno manja. Izbor kuta rampe, dakle predstavlja kompromis između svih zahtjeva. Dodatni zahtjev pri izračunu kuta rampe je i mogućnost dodirivanja vozila s palubom, što je posebno izraženo kod velikih vozila. Prilikom dimenzioniranja rampe vrlo je važno uzeti u obzir i napadne kutove. Njihovo dobro dimenzioniranje je bitno da bi se izbjeglo dodirivanje tereta i palube prilikom manipulacije teretom. Ovdje je važno napomenuti da je vrsta vozila, međuosovinski razmal i ukupna duljina najbitniji činitelj prilikom izračuna. Za razne vrste vozila ti su kutovi različiti, a u tablici 2 mogu se vidjeti neke vrijednosti koje se primjenjuju u praksi.
	                                            Konveksni oblik  (τ)	Konkavni oblik (θ)
```
                   Vrsta tereta	            Kut u ˚	                Kut u ˚
                   Prikolica od 12,2 m	            10,5	                6,5
                   Cestovna prikolica od 12,2 m 13,0 10,0
```

## Potopljeni Ro-Ro brodovi
- Princess Victoria,  1953. g., poginulo je 132 ljudi
- Herald of Free Enterprise, 1987. g.,  poginulo je 193 ljudi
- Jan Heweliusz, 1993. g., poginulo je 55 ljudi
- Estonia, 1994. g., poginulo je 852 ljudi
- Express Samina in 2000. g., poginulo je 80 ljudi
- Pride of Al Salam 95 2005. g.
- Al-Salam Boccaccio 98, 2006. g., poginulo je 1000 ljudi

## Ro-ro jedinica
Oprema za prijevoz s kotačima koja ide na ovu vrstu brodova naziva se ro-ro jedinica (eng. ro-ro unit).
Po definiciji Europske komisije, to je oprema s kotačima za prijevoz tereta, kao što je kamion, prikolica ili poluprikolica, koja se može dovesti ili dotegliti na brod. Ova definicija uključuje lučke ili brodske prikolice. Klasifikacije moraju biti u skladu s Preporukom ECE Ujedinjenih naroda br. 21 „Oznake za vrste tereta, ambalažu i ambalažne materijale".